# Едгар Капаррос
Едгар Капаррос Руїс (ісп. Edgar Caparrós Ruiz, нар. 19 березня 1997, Палафольс, Марезма, Барселона, Іспанія) — іспанський футболіст, центральний півзахисник «Миная». Клієнт відомого футбольного агента Дмитра Селюка.

## Життєпис
Едгар Капаррос Руіс народився 19 березня 1997 року в містечку Палафольс у кумарці Марезма, в провінції Барселона. Футболом почав займатися на батьківщині, де до 2015 року захищав кольори молодіжної команди клубу «Жирона». 23 серпня 2015 року підписав контракт зі словацьким клубом «Тренчин». За першу команду не зіграв жодного матчу, тому виступав за молодіжний склад словацького клубу. 10 серпня 2016 року в Едгара завершився контракт зі «Тренчином» і гравець залишив команду.
У 2016 році приєднався до клубу «Заря» (Бєльці), який виступав у вищому дивізіоні молдовського чемпіонату. 11 серпня 2016 року перейшов до клубу вищого дивізіону грузинського чемпіонату «Зугдіді», в складі якого зіграв 2 матчі.
10 серпня 2017 року Едгар підписав контракт з новачком УПЛ, рівненським «Вересом». Грав за першу команду «Вереса» у Кубку України та молодіжну команду клубу U-21, де був одним з найкращих гравців. Зіграв проти «Шахтаря» в 1/4 фіналу Кубку України та є чвертьфіналістом Кубку України у складі рівнян. Тим не менш у Прем'єр-лізі іспанець так і не зіграв і в кінці року покинув клуб.
Далі Капаррос перебрався до Італії, ставши гравцем клубу Серії С «Рієті», але і там виступав лише за молодіжну команду, тому 2018 року Едгар повернувся на батьківщину, де виступав за клуби Терсери «Сокуельямос» та «Торріхос».
У вересні 2020 року підписав контракт з новачком української Прем'єр-ліги клубом «Минай».